# Bíró Eszter (festő)
Lukácsné Bíró Eszter (Eger, 1957. július 16.–), festőművész, gimnáziumi tanár.

## Életpályája
1972-től az édesapja, Bíró Lajos festőművész által vezetett, Medgyessy Ferenc Képzőművészeti Körben tanult rajzolni. 1975-ben érettségizett a debreceni Tóth Árpád Gimnáziumban. 1979-ben szerzett földrajz-rajztanári képesítést az egri Tanárképző Főiskolán, végül 2005-ben elvégezte a budapesti Magyar Iparművészeti Egyetem vizuális és környezetkultúra-tanári szakát. 1988-ban a Magyar Alkotóművészek Országos Egyesületének, majd 1991-ben a Magyar Képzőművészek és Iparművészek Szövetségének tagja lett. 1985-től a Tóth Árpád Gimnáziumban tanít rajz- és vizuális kultúrát, valamint művészettörténetet.

## Kiállításai

### Fontosabb csoportos kiállítások
- 1975 - 1982 Medgyessy Ferenc Kör kiállításai, Debrecen
- 1979, 1981, 1984, 1987 Megyei Pedagógus Tárlatok
- 1983 Országos Pedagógus Tárlat
- 1983, 1985, 1987, 1997, 1998 Őszi Tárlat, Debrecen
- 1997 Tavaszi Tárlat, Debrecen

### Fontosabb egyéni kiállításai
- 1985 Általános Művelődési Központ, Debrecen
- 1992 Művelődési Központ, Berettyóújfalu

### Díjak, elismerések
- 2022 - Fekete Borbála-díj